# Tlachichilco
Tlachichilco es una localidad del estado mexicano de Veracruz. Es cabecera del municipio de Tlachichilco.

## Demografía
| Censo | Población |
| ----- | --------- |
| 1900  | 921       |
| 1910  | 630       |
| 1921  | 937       |
| 1930  | 865       |
| 1940  | 599       |
| 1950  | 916       |
| 1960  | 1456      |
| 1970  | 1349      |
| 1980  | 858       |
| 1990  | 932       |
| 1995  | 923       |
| 2000  | 1099      |
| 2005  | 1256      |
| 2010  | 1386      |
| 2020  | 1497      |